# Гитта
Тьяго Мендес Роша (порт.-браз. Thiago Mendes Rocha; 11 июня 1987, Рибейран-Пирис, Бразилия), более известный как Гитта (порт. Guitta), также в России с 2024 Гуитта или Тьяго Гуитта — бразильский игрок в мини-футбол, вратарь клуба «Ухта» и сборной Бразилии по мини-футболу.

## Карьера
Родился 11 июня 1987 года в Бразилии в Рибейран-Пирисе, входящем в Большой Сан-Паулу. Рос неподалёку в Мауа..  
В 2011 году Гитта в составе сборной Бразилии стал обладателем Кубка Америки, а уже в следующем году вместе со сборной стал чемпионом мира.
В 2018 году перешёл в португальский «Спортинг». В дебютном сезоне Гитты команда стала победителем Лиги чемпионов УЕФА, обыграв в финале казахстанский «Кайрат». В сезоне 2020/21 Гитта в составе Спортинга вновь стал обладателем Лиги чемпионов, в финале была повержена «Барселона». В том же году бразилец был признан лучшем вратарем мира по версии портала «Futsal Planet».  
4 июля 2023 года Гитта стал игроком мини-футбольного клуба «Ухта».
В интервью, данном местному телеканалу «Record» и посвящённом его первому вызову в сборную Бразилии в 2011 году, Гитта признался, что своё прозвище получил в честь колумбийского вратаря Рене Игиты. По иронии судьбы, в честь Игиты также был прозван и один из конкурентов Гитты за звание лучшего мини-футбольного вратаря мира Лео Игита, также родившийся в Бразилии, но выступающий за сборную Казахстана.
Самого Гитту, несмотря на амплуа вратаря, отличает атакующий стиль игры: он, подобно Рене Игите, часто заходит на чужую половину поля, подключаясь к атакам команды в качестве пятого полевого игрока. 2 февраля 2025 года Гитта сыграл в качестве полевого игрока за дубль «Ухты» в Высшей лиге против команды «Глазов». 
За характерный жест после сейвов — указательный палец, поднятый вверх — в Бразилии Гитту называют «святым» (порт. «São Guitta»).

### «Гуитта»
Перед началом сезона 2024/25 российской Суперлиги Гитта не явился в расположение команды «Ухта» без каких-либо разъяснений. Гитте предстояло участие на чемпионате мира 2024 года в Узбекистане, однако начинался турнир после начала сезона в России. Впрочем, уже во время самого «мундиаля» Гитта отправил видео пресс-службе клуба, где заявил, что вернётся в клуб после чемпионата мира. Однако перед матчем 1/8 финала против сборной Коста-Рики в соцсетях клуба был опубликован пост, где спортсмен был указан как Гуитта. Многими это было воспринято как ошибка пресс-службы, однако на следующий день было опубликовано видео, где переводчик команды Андрей Щербаков держит футболку клуба с надписью «Т. Гуитта» на спине и объясняет, что вратарь сам захотел изменить написание своего прозвища на русском языке. На сезон игрок был заявлен как «Гуитта Тьяго Мендес Роша». Это вызвало споры насчёт произношения прозвища спортсмена, тем более что перед чемпионатом мира на открытой тренировке на площадке в одной из фавел Рио-де-Жанейро он назвал себя «Гитта» и заявил, что играет за «Ухту» в России. Часть комментаторов остались верными прежнему произношению, другая часть же читала «Гуитта» буквально. 
4 апреля 2025 года вышла программа «2x20», главным героем которой стал главный тренер «Ухты» Вадим Яшин, который пояснил, что не совсем понимает данное решение Гитты и что в команде его так же, как и прежде, называют «Гитта».

## Достижения

### Юниорские
«Интелли»
- Победитель Чемпионата штата Сан-Паулу среди юниоров до 20 лет (порт. Campeonato Paulista de Futsal Sub-20): 2006

### Командные
«Интелли»
- Победитель Чемпионата Бразилии: 2012, 2013
- Победитель Чемпионата Южной Америки среди клубов (порт. Campeonato Sul-Americano de Clubes de Futsal): 2013
- Победитель Суперлиги Бразилии (порт. Superliga de Futsal): 2013
- Победитель Чемпионата штата Сан-Паулу (порт. Liga Paulista de Futsal): 2010, 2011
- Победитель Чемпионата Внутреннего Сан-Паулу (порт. Liga Paulista do Interior): 2008, 2009
- Обладатель Кубка EPTV (порт. Taça EPTV de Futsal): 2009

«Коринтианс»
- Победитель Чемпионата Бразилии: 2016
- Победитель Чемпионата штата Сан-Паулу (порт. Liga Paulista de Futsal): 2015, 2016

«Спортинг»
- Победитель Чемпионата Португалии: 2020/21, 2021/22, 2022/23
- Победитель Лиги чемпионов УЕФА: 2018/19, 2020/21
- Обладатель Кубка Португалии: 2018/19, 2019/20, 2021/22

«Ухта»
- Чемпион России: 2024/25
- Серебряный призёр чемпионата России: 2023/24
- Серебряный призёр Кубка Лиги: 2024/25
- Бронзовый призёр Кубка России: 2024/25
- Победитель Международного турнира на призы Тюменской области: 2023

Сборная Бразилии
- Чемпион мира: 2012, 2024
- Обладатель Кубка Америки: 2011, 2017, 2024
- Победитель Гран-При по мини-футболу (порт. Grand Prix de Futsal): 2013, 2018

### Личные
- Лучший вратарь мира по версии «Futsalplanet»: 2021
- Лучший вратарь Чемпионата России по мини-футболу: 2023/24